# Au-30 (дирижабль)

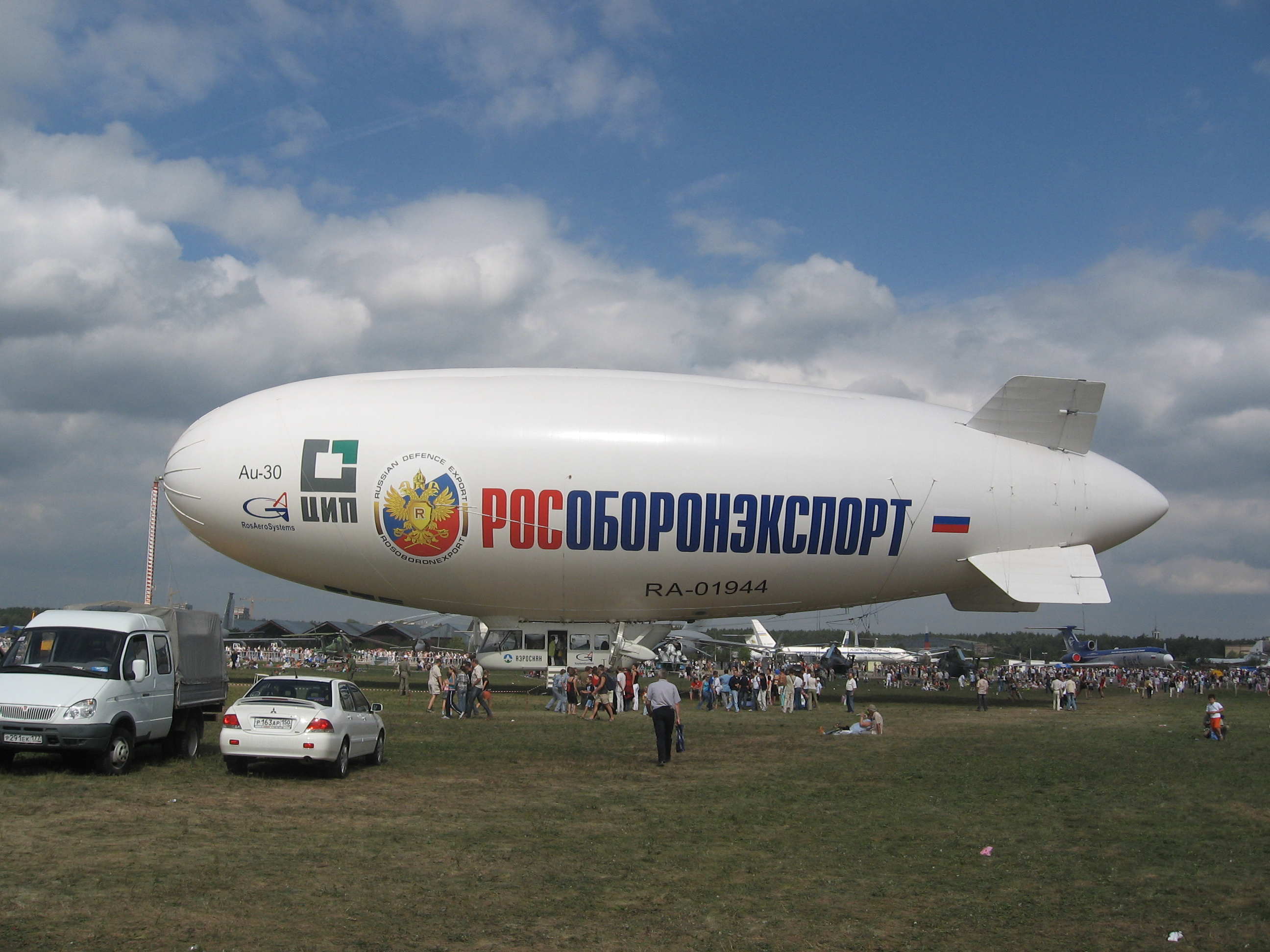
Au-30 на МАКС-2007

Au-30 «Аргус» — дирижабль мягкой системы. По состоянию на июнь 2017 года — обладатель официального мирового рекорда дальности беспосадочных перелётов для мягких дирижаблей объёмом от 3000 до 6000 м3. В 2009—2010 годы мировой рекордсмен в шести классах мягких дирижаблей FAI от BA-05 (от 3000 до 6000 м3) до абсолютного BA-10 (свыше 100000 м3).
Построен в Киржаче, Владимирской области. Производитель — ЗАО "Воздухоплавательный Центр «Авгуръ».

## Рекорд дальности

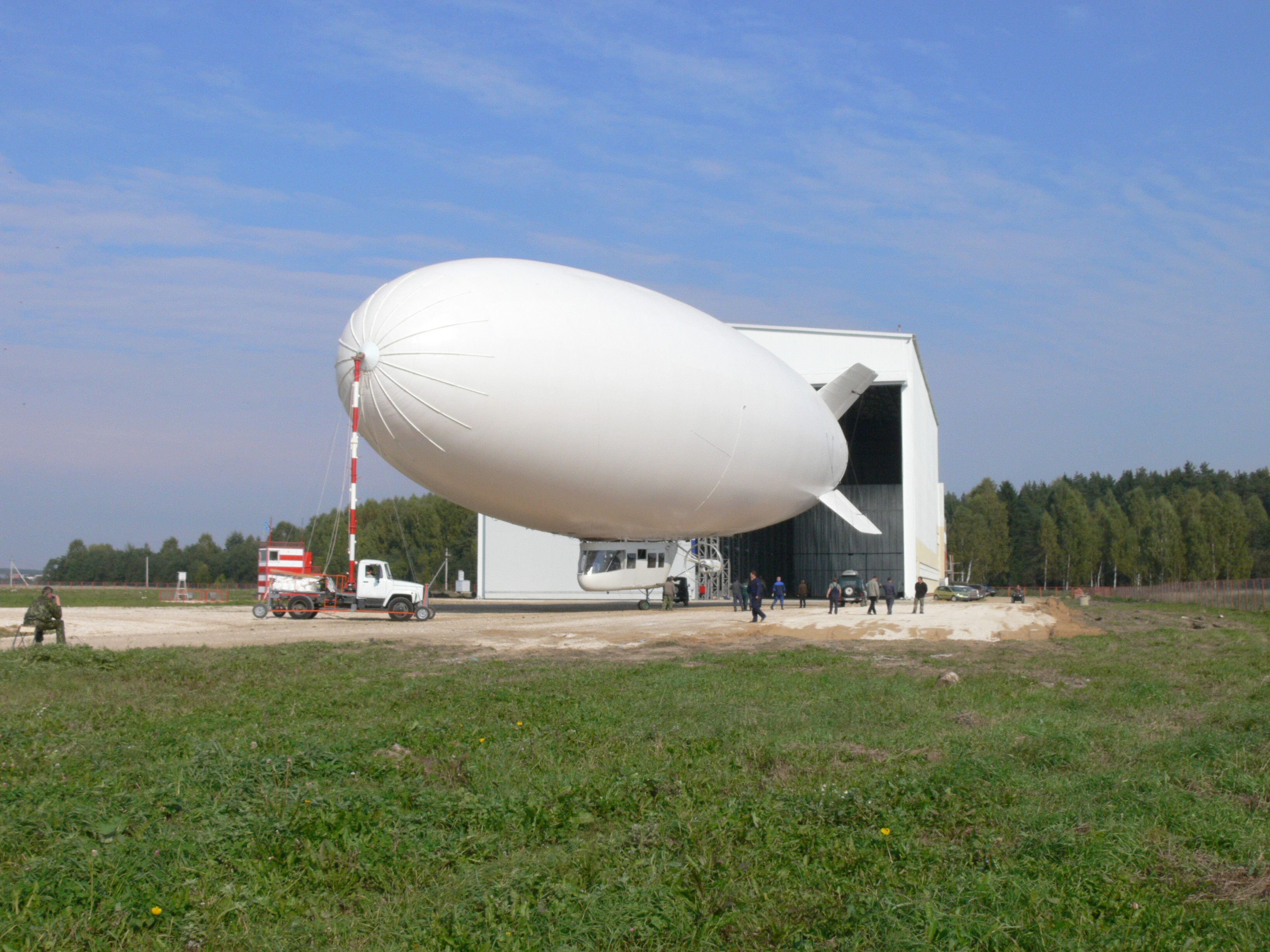
Дирижабль Au-30 выводят из ангара

14 сентября 2008 года AU-30, принадлежавший в то время ЗАО «Центр инфраструктурных проектов» и эксплуатировавшийся дочерним ЗАО «АэроСкан», пролетел 626 км и тем самым побил официальный мировой рекорд дальности беспосадочных перелётов для мягких дирижаблей (374,7 км), который был установлен в 1990 году британским дирижаблем GA-42 объёмом 1200 м³. Следует отметить, что официальные рекорды, зарегистрированные ФАИ, как правило, слабо отражают реальные достижения в области управляемого воздухоплавания. Так, например, в 1919 году мягкий дирижабль ВМС США C-5 объёмом 4870 м³ преодолел без посадки 1894 км.

## Описание

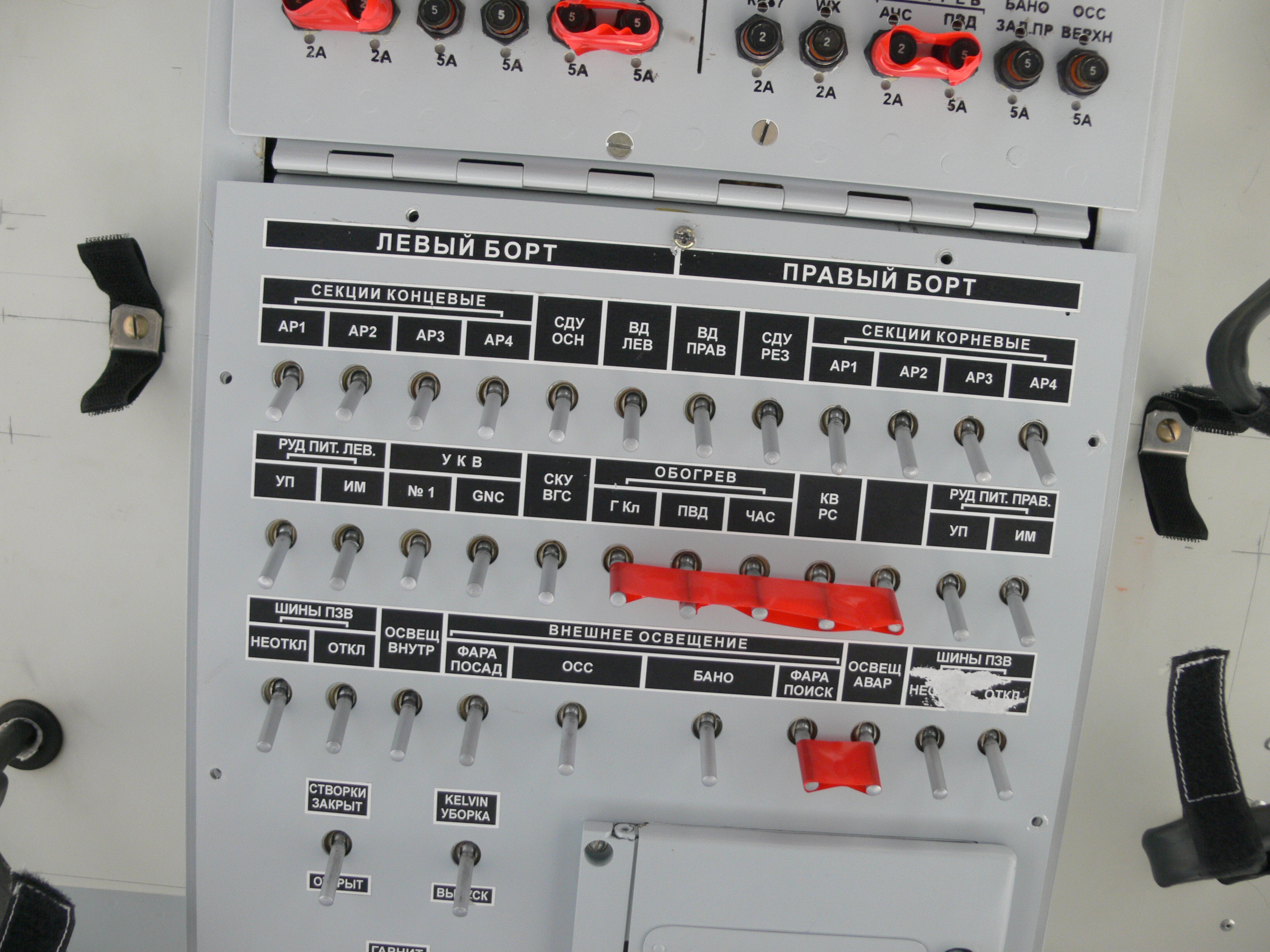
Часть панели управления дирижабля Au-30

Для поддержания избыточного давления в оболочке, необходимого для мягких дирижаблей, и также для статической балансировки аппарата используются носовой и кормовой баллонеты. Предполагалось, что основными сферами использования данного дирижабля будут: патрулирование, специальный контроль линий электропередач, трубопроводов, фото и видео съёмка, спасательные операции и элитный туризм. 

## Тактико-технические характеристики[8]
- Объём оболочки: 5065 м³
- Максимальный объём баллонета: 1266 м³
- Удлинение оболочки: 4,0
- Диаметр оболочки: 13,5 м
- Длина дирижабля: 55 м
- Строительная высота дирижабля: 17,5 м
- Масса конструкции дирижабля: 3350 кг
- Масса полезной нагрузки: 1400 кг
- Максимальная допустимая взлётная масса: 4850 кг
- Минимальная скорость управления: 0 км/ч
- Крейсерская скорость: 40…80 км/ч
- Максимальная скорость: 110 км/ч
- Тип двигателей: 2х Лом-Прага M332C
- Мощность маршевых двигателей: 2х 170 л.с
- Максимальная продолжительность полёта: 24 ч
- Продолжительность полёта при максимальной скорости: 5 ч
- Дальность полёта на крейсерской скорости: 1600 км
- Перегоночная дальность полета: 3000 км
- Максимальная высота полёта: 2500 м
- Рабочая высота полёта: до 1500 м
- Экипаж: 2 человека
- Стартовая команда: 4-6 человек